# Gautam Rode
Gautam Rode (sinh 14 tháng 8 năm 1977) là diễn viên truyền hình Ấn Độ. Anh được khán giả Việt biết đến bởi vai diễn Saras trong bộ phim Saraswatichandra.

## Tiểu sử
Gautam Rode sinh 14 tháng 8 năm 1977 tại Delhi, Ấn Độ. Rode sinh ra và lớn lên tại New Delhi, nhưng anh lại đang sống ở Mumbai. Cha của anh, Surendra Rode là một thợ kim hoàn. Mẹ của anh, Sangeeta Rode là một người sáng tạo ra đá quý. Rode có một chị gái, Rashi Rode.. Anh là người ăn chay và tập thể dục đều đặn.

## Các bộ phim

### Phim điện ảnh
| Năm  | Bộ phim       | Nhân vật                      | Ghi chú    | Ref(s) |
| ---- | ------------- | ----------------------------- | ---------- | ------ |
| 2002 | Annarth       | Phó thanh tra Sameer Deshmukh | Debut film |        |
| 2005 | U, Bomsi & Me | Sam Mac Patel                 |            | [ 5 ]  |
| 2009 | Agyaat        | Sharman Kapoor                |            | [ 6 ]  |

### Phim truyền hình
| Năm     | Bộ phim                            | Nhân vật              | Ref(s) |
| ------- | ---------------------------------- | --------------------- | ------ |
| 1995    | Jahan Pyaar Mile                   | Rijju                 |        |
| 2000    | Rishtey                            | Episodic Role         |        |
| 2000-01 | Apna Apna Style                    | Rocky                 |        |
| 2000    | Thriller at 10                     | Episodic Roles        |        |
| 2005-07 | Baa Bahoo Aur Baby                 | Anish Kotak           | [ 7 ]  |
| 2005    | Lucky                              | Lucky                 | [ 8 ]  |
| 2006    | Betiyaan Apni Yaa Paraaya Dhan     | Parth                 |        |
| 2008    | Intezaar                           | Mohan/Madhav          |        |
| 2008    | Simplly Sapney                     | Karan Mehra           | [ 9 ]  |
| 2008    | Rubi                               | Kunal                 |        |
| 2008-09 | Babul Ka Aangann Chootey Na        | Lakhan Malik          |        |
| 2010    | Mata Ki Chowki                     | Aman                  |        |
| 2010    | Kashi – Ab Na Rahe Tera Kagaz Kora | Shaurya               |        |
| 2010    | Crime & Bollywood                  | Don Raghu             |        |
| 2010    | Maan Rahe Tera Pitaah              | Rajveer               |        |
| 2010    | Aahat                              | Himself               |        |
| 2010-11 | Mera Naam Karegi Roshan            | Samvad                | [ 10 ] |
| 2011    | Parichay                           | Vineet Saxena         |        |
| 2011    | India's Got Talent (Season 3)      | Host                  | [ 11 ] |
| 2012    | Teri Meri Love Stories             | Tarun                 | [ 12 ] |
| 2012-13 | Nach Baliye 5                      | (Vai phụ)             | [ 11 ] |
| 2013-14 | Định Mệnh                          | Saraswatichandra Vyas | [ 13 ] |
| 2013-14 | Nach Baliye 6                      | (Vai phụ)             | [ 8 ]  |
| 2014-15 | Maha Kumbh: Ek Rahasaya, Ek Kahani | Rudra                 | [ 14 ] |
| 2015-16 | Suryaputra Karn                    | Karna lớn             | [ 15 ] |